# Ostforschung
Ostforschung (en alemán: [ˈʔɔstˌfɔʁʃʊŋ], "estudio del este") es un término alemán que data del siglo XVIII para el estudio de las áreas al este de la región central de habla alemana.
El término de Ostforschung tradicional ha caído en desprestigio con los historiadores alemanes modernos, ya que a menudo refleja los prejuicios de la Europa occidental de la época hacia los polacos. El término Ostforschung permaneció en uso en los nombres de algunas revistas e institutos durante la Guerra Fría, pero fue reemplazado por términos más específicos en la década de 1990 (por ejemplo, la revista Zeitschrift für Ostforschung, establecida en 1952, pasó a llamarse Zeitschrift für Ostmitteleuropa-Forschung en 1994).
Desde la década de 1990, Ostforschung se ha convertido en un tema de investigación histórica.
Ostforschung era también el nombre de una organización multidisciplinaria establecida antes de la Segunda Guerra Mundial por el principal propagandista alemán nazi Albert Brackmann que apoyaba las políticas genocidas nazis, la limpieza étnica y el antisemitismo. Brackmann y varios otros historiadores y antropólogos nazis y nacionalistas coordinaron la investigación nazi sobre Europa del Este, principalmente la Segunda República Polaca. La investigación realizada por esta organización, así como por la Ahnenerbe, fue instrumental en la planificación de la limpieza étnica y el genocidio de las poblaciones locales no alemanas en el Generalplan Ost.